# Черепашки-ніндзя (мультсеріал, 2012) (5 сезон)
П'ятий сезон Черепашок-ніндзя під назвою «Історії» виходив в ефір на каналі Nickelodeon з 19 березня по 12 листопада 2017 року в США

## Епізоди
10 липня 2015 року на San Diego Comic Con International Нікелодеон оголосив про випуск п'ятого сезону, а також підтвердила, що п'ятий сезон складатиметься з 20 епізодів. Також було підтверджено, що цей сезон стане останнім у зв'язку з провалом фільму « Черепашки-ніндзя 2 »
П'ятий сезон Черепашок-ніндзя виходить в ефір на каналі Nickelodeon із 19 березня 2017 року.

## Акторський склад

### Головні ролі
- Сет Грін - Леонардо / Максимус Конг (18 серій)
- Шон Астін - Рафаель, Постарілий Рафаель (20 серій)
- Грег Сайпс  — Мікеланджело / Святий Анчоус (19 серій)
- Роб Полсен - Донателло, Рафаель з 80-х, Донателло-Бот (20 серій)

### Епізодичні ролі
- Мей Вітман - Ейпріл О'Ніл (10 серій)
- Брайан Блум[en]  — Капітан Рейн, Дон Візіосо (7 серій)
- Скотт Менвилль  — Креншоу молодший, Містер Гігабайт (6 серій)
- Джош Пек - Кейсі Джонс (6 серій)
- Келлі Ху - Караї (6 серій)
- Джей Бі Смув - Бібоп (5 серій)
- Фред Татаскьор - Рокстеді (5 серій)
- Эрик Бауза[en]  — Тигриний Коготь, Близнюки Фульчі, Хаммер (4 серії)
- Ешлі Джонсон - Ренет (4 серії)
- Грем Мактавіш - Саванті Ромеро (4 серії)
- Грант Монінгер - Мумія, Чудовисько Франкенштейна, Доктор Франкенштейн, Ігор (4 серії)
- Кевін Майкл Річардсон - Нежити Шреддер, Шреддер з 80-х (4 серії)
- Марк Хемілл - Каваксас (4 серії)
- Баррі Гордон - Донателло з 80-х, Бібоп з 80-х (3 серії)
- Джессіка Ді Чікко - Миру (3 серії)
- Ді Бредлі Бейкер - Чомпі Пікассо (3 серії)
- Еван Кішияма - Кінтаро (3 серії)
- Кем Кларк - Леонардо з 80-х, Рокстеді з 80-х (3 серії)
- Таунсенд Коулмэн[en]  — Мікеланджело з 80-х (3 серії)
- Хун Лі  — Хамато Йоші / Сплінтер (3 серії)
- Юки Мацудзаки[en]  — Міямото Усагі (3 серії)
- Ньямби Ньямби[en]  — Вермінатор Рекс (3 серії)
- Нолан Норт - Бішоп, Павн, Утроми, Кренгі (3 серії)
- Кріс Сарандон - Граф Дракула (3 серії)
- Патрік Фрейлі - Кренг з 80-х (3 серії)
- Кион Янг[en]  — Джей (3 серії)
- Дмитро Дяченко - Вулко (2 серії)
- Кіт Девід - Командор Сал (2 серії)
- Бриттани Исибаси[en]  — Акемі, Джорогума (2 серії)
- Гвендолін Йо - Шінігамі (2 серії)
- Крістіан Ланц - Саблезуб (2 серії)
- Питер Лури[en]  — Кожеголовий (2 серії)
- Кіт Морріс - Імперіус Рептілікус (2 серії)
- Пітер Стормаре - Лорд Дрегг (2 серії)
- Кері-Хіроюкі Тагава - Сумо Кума (2 серії)
- Денні Трехо - Нейтрітон (2 серії)
- Зельда Вільямс - Мона Ліза (2 серії)

### Гостьові ролі
- Кленсі Браун - Рахзар
- Дена ДеЛоренцо - Есмеральда
- Кейт Мікуччі - Рук
- Дейв Б. Мітчелл[en]  — Доктор Майнстронг
- Кассандра Петерсон - Королева Утромів
- Роббі Ріст[en]  — Мондо Гекко
- Корі Фельдман — Слеш
- Майк Хаджівара - Хатторі Татсу
- Джеймс Хонг - Хо Чан

=
| № загальний | № у сезоні | Назва серії                                                    | Режисер          | Автор сценарію | Прем'єра в США    | Вироб. код | Глядачі США (мільйони) |
| --- | ---------- | -------------------------------------------------------------- | ---------------- | -------------- | ----------------- | ---------- | ---------------------- |
| 105 | 1          | «Scroll of the Demodragon» «Сувій Демодрагону»                 | Sebastian Montes | Randolph Heard | 19 березня 2017   | 501        | 1.01                   |
| Черепахи вважають, що вони перемогли більшість своїх старих ворогів, але незабаром виявляють, що з попелу піднімається нове зло. |            |                                                                |                  |                |                   |            |                        |
| 106 | 2          | «The Forgotten Swordsman» «Забутий Меченосець»                 | Alan Wan         | Peter Di Cicco | 26 березня 2017   | 502        | 0.99                   |
| Карай шукає легендарного Куро Кабуто, який претендує на роль законної спадкоємиці Клана Фут, коли вона раптово зустрічає старого суперника. |            |                                                                |                  |                |                   |            |                        |
| 107 | 3          | «Heart of Evil» «Серце Зла»                                    | Rie Koga         | Gavin Hignight | 2 квітня 2017     | 503        | 1.12                   |
| У Дона Візіосо виявляється серце Шреддера. Черепашки та Тигриний кіготь намагаються забрати його у нього. |            |                                                                |                  |                |                   |            |                        |
| 108 | 4          | «End Times» «Кінець часу»                                      | Sebastian Montes | Brandon Auman  | 4 квітня 2017     | 504        | TBA                    |
| Черепахи повинні перемогти могутнього Каваксасу, щоб не знищив світ. |            |                                                                |                  |                |                   |            |                        |
| 109–110 | 5–6        | «When Worlds Collide» «Коли стикаються світи»                  | TBA              | TBA            | 18 червня 2017    | 510-511    | TBA                    |
| Нейтритон повертається до Нью-Йорка - більш потужного, ніж будь-коли, і об'єднує сили з небезпечним і несподіваним союзником. За допомогою Мони Лізи Черепашки встають на захист свого міста. |            |                                                                |                  |                |                   |            |                        |
| 111 | 7          | «Yojimbo» «Охоронець»                                          | TBA              | TBA            | 23 липня 2017     | 515        | TBA                    |
| Черепашки попадают в альтернативное измерение, где встречают кролика-самурая по имени Миямото Усаги. |            |                                                                |                  |                |                   |            |                        |
| 112 | 8          | «Osoroshi no Tabi» «Подорож у страх»                           | TBA              | TBA            | 30 липня 2017     | 516        | TBA                    |
| Усаги проводить Черепашок крізь ліс, населений привидами, де вони стикаються з пустотливими та небезпечними духами. |            |                                                                |                  |                |                   |            |                        |
| 113 | 9          | «Kagayakei Kintaro» «Кагаякей Кінтаро»                         | TBA              | TBA            | 6 серпня 2017     | 517        | TBA                    |
| Коли Леонардо, Рафаель, Донателло і Мікеланджело зі своїм другом Усагі досягають мети свого призначення, вони відразу повинні допомогти Кінтаро виконати свою долю. |            |                                                                |                  |                |                   |            |                        |
| 114 | 10         | «Lone Rat and cubs» «Самотній щур та малюки»                   | TBA              | TBA            | 13 серпня 2017    | 505        | TBA                    |
| Коли Сплінтер тільки мутував у пацюка, він був змушений вчитися виживати в умовах постійного переслідування, а також захищати чотирьох черепах-мутантів-немовлят. |            |                                                                |                  |                |                   |            |                        |
| 115 | 11         | «The Wasteland Warrior» «Воїн пустки»                          | TBA              | TBA            | 22 вересня 2017   | 518        | TBA                    |
| Постарілий, загартований Рафаель бореться з дорожніми бандами в пост-апокаліптичній мутантській пустелі. |            |                                                                |                  |                |                   |            |                        |
| 116 | 12         | «The Impossible Desert» «Неможлива пустеля»                    | TBA              | TBA            | 22 вересня 2017   | 519        | TBA                    |
| Рафаель, Донателло і Миру, як і раніше, знаходяться в пастці постійних піщаних бур у всій пустелі, але рятуються не ким іншим, як Чомпі Пікассо, який виріс за роки свого існування на Землі. На шляху їм вдається знайти «Святого Анчоуса», який, правду кажучи, є літнім худим Мікеланджело. Він бере їх до себе додому з піци, де чекає на морозиво Кітті. У той час як три Черепахи наздоганяють і намагаються прийняти втрату свого лідера і старшого брата Леонардо, на них усіх атакує Верматор Рекс, який викрадає Міра, але за ним слідує розлючений Рафаель. |            |                                                                |                  |                |                   |            |                        |
| 117 | 13         | «Carmaggedon» «Кармаггедон»                                    | TBA              | TBA            | 22 вересня 2017   | 520        | TBA                    |
| Догодивши в Яму, Рафаель перемагає лідерів банд і посідає їхнє місце. Після чого, об'єднані банди, під проводом Рафаеля, та за підтримки Мікеланджело, Міри та Чомпі, вирушають на пошуки Оазису. За п'ятами їх переслідує Максимус Конг - ватажок банд Пустошей, яким виявляється Леонардо, який повторно мував і втратив пам'ять. |            |                                                                |                  |                |                   |            |                        |
| 118 | 14         | «The Curse of Savanti Romero» «Прокляття Саванті Ромеро»       | TBA              | TBA            | 27 вересня 2017   | 506        | TBA                    |
| Коли Ренет повертається, Черепашки за допомогою подорожей у часі повинні допомогти їй зупинити Саванті Ромеро, який хоче обрушити на Нью-Йорк армію мерців. |            |                                                                |                  |                |                   |            |                        |
| 119 | 15         | «The Crypt of Dracula» «Склеп Дракули»                         | TBA              | TBA            | 27 вересня 2017   | 507        | TBA                    |
| Після подій попереднього епізоду, Черепашки та Ренет вирушають у минуле. Їхня мета - не допустити створення Саванті Ромеро армії зомбі за допомогою звільнення Дракули з його гробниці. |            |                                                                |                  |                |                   |            |                        |
| 120 | 16         | «The Frankenstein Experiment» «Експеримент Франкеншейна»       | TBA              | TBA            | 4 жовтня 2017     | 508        | TBA                    |
| Саванті Ромеро вдається випустити Дракулу, який, до того ж, кусає Рафа і перетворює його на вампіра-мутанта-черепаху. Поки Ейпріл, Кейсі і Караї все ще борються з ордою жахливих істот, троє Черепашок і Ренет звертаються за допомогою до молодого доктора Віктора Франкенштейна та його помічника Ігоря. |            |                                                                |                  |                |                   |            |                        |
| 121 | 17         | «Monsters Among Us!» «Монстри серед нас!»                      | TBA              | TBA            | 11 жовтня 2017    | 509        | TBA                    |
| Поки Донні та Ігор допомагають Віктору з його експериментом, а решта команди займається зомбі та новими вампірами в Нью-Йорку, Лео веде Майки та Ренет на небезпечне полювання, щоб звільнити та вилікувати Рафа від залежності Дракули. Їм потрібно зробити це перш, ніж вони повернуться додому свого часу, а місто буде знищене епідемією зомбі. |            |                                                                |                  |                |                   |            |                        |
| 122 | 18         | «Wanted Bebop and Rocksteady» «Розшукуються Бібоп та Рокстеді» | TBA              | TBA            | 12 листопада 2017 | 512        | TBA                    |
| Коли у вимірі м/с 2012 з'являються Шреддер і Кренг із 80-х, вони залучають на свій бік Бібопа та Рокстеді, що дає можливість їх планам здійснюватися набагато краще. |            |                                                                |                  |                |                   |            |                        |
| 123 | 19         | «The Foot Walk Again» «Фут знову виходять»                     | TBA              | TBA            | 12 листопада 2017 | 513        | TBA                    |
| Черепашкам доводиться тренувати своїх побратимів із 80-х років, щоб зупинити найбільшу загрозу з усіх, з чим вони коли-небудь стикалися. |            |                                                                |                  |                |                   |            |                        |
| 124 | 20         | «The Big Blow Out» «Великий наступ»                            | TBA              | TBA            | 12 листопада 2017 | 514        | TBA                    |
| Черепашки заручаються підтримкою Мутанімалів, щоб зупинити Бібопа та Рокстеді. |            |                                                                |                  |                |                   |            |                        |